# (33137) 1998 DO1
1998 DO1 (asteroide 33137) é um asteroide da cintura principal. Possui uma excentricidade de 0.06407210 e uma inclinação de 4.81189º.
Este asteroide foi descoberto no dia 20 de fevereiro de 1998 por Adrián Galád e Alexander Pravda em Modra.